# Port Macquarie

Port Macquarie è una città costiera del Nuovo Galles del Sud in Australia, Municipalità di Port Macquarie - Hastings. Nel 2006 contava 38.598 abitanti. È sede della municipalità.

## Geografia
La città è situata a circa 390 km a nord di Sydney e a 570 km a sud di Brisbane. Si trova sulla riva del fiume Hastings.

## Storia
La prima visita di un europeo nella regione risale al 1820, quando John Oxley raggiunse la costa partendo dall'interno del paese. Egli diede alla zona il nome del governatore dello stato Lachlan Macquarie. La città fu subito un centro penitenziario prima di diventare una città.
La città è nota soprattutto per i suoi koala, le sue numerose spiagge e i suoi corsi d'acqua. Almeno 350 koala perirono nel novembre 2019 a causa degli incendi nella riserva di Port Macquarie, ipotecando così l'avvenire della specie in questa zona.